# VGA конектор
VGA конектор е триредов 15-пинов DE-15 конектор за аналогов видеосигнал по стандарта VGA. Той служи за свързване на много видеокарти, компютърни монитори, лаптопи, проектори, а също така и на HDTV телевизионни системи. В някои случаи лаптопи или други по-малки устройства са оборудвани с мини-VGA вход.
DE-15 традиционно се причислява към неясния клас D-sub 15 (на английски: D-subminiature) и неправилно към DB-15 и дори често към HD-15 (HD- Висока Плътност), за да се различава от по-стария и по-тясно приложимата DE-9. Свързваща част на DE-9, използвана при стари VGA платки е със същия „Е“ размер на изолиращата част, но само с два реда щифтове). Видео пренасящия свързващ елемент размер „Е“ от клас D-sub, с 15 щифта на три реда, което представлява варианта с висока плътност (DB15HD). 
VGA конекторите и кабелите пренасят аналогов компонентен видео сигнала RGBHV (червено, зелено, синьо, хоризонтална синхронизиция, вертикална синхронизация) и информацията от канала за данни на дисплея VESA (VESA DDC). В оригиналната версия на DE-15 с изходящи щифта, един щифт е ключов и е поставен в конектора, като това предотвратява свързването на различни от 15 щифтовите кабели към VGA гнездото. Четири други щифта се използват за VESA DDC канала, но по-късно са предефинирани, а ключовият щифт е предназначен за +5V DC захранване. Устройствата по DDC стандарта осигуряват 5 V ± 5% напрежение и снабдяват с ток между 300 mA до максимално 1 А.
VGA интерфейсът не е проектиран да поддържа „горещо включване“ (потребителят може да свързва или изключва изходни устройства, докато компютърът работи), въпреки че на практика това може да бъде направено и обикновено не води до повреда или други проблеми. Въпреки това, нищо не гарантира, че при горещото включване могат да възникнат пикови напрежения, които могат да увредят устройството. Освен това, в зависимост от хардуера и софтуера, откриването на монитора при свързване с VGA връзка може да не е надеждно.
Въпреки че много устройства все още разполагат с VGA конектори и VGA съществува съвместно със стандарта DVI, и двата типа бързо биват изместени от новия и по-компактен HDMI конектор и DisplayPort интерфейс конектори.

## Качество на кабела
Един и същи VGA кабел може да се използва с широк набор от поддържани VGA резолюции, като се започне от 640×350px @70 Hz (24 Mhz честотна лента на сигнала) до 1280×1024px". (резолюция SXGA) @85 Hz (160 Mhz) и до 2048×1536 пиксела (qxga резолюция) @85 Hz (388 Mhz). Не съществуват стандарти, определящи необходимото качество за всяка резолюция, но по-качествените кабели са обикновено коаксиални и съдържат изолация, която ги прави по-дебели. По-къси VGA кабели е по-малко вероятно да доведат до значително влошаване на сигнала. Един качествен кабел не би трябвало да предизвиква нежелани смущения в съседните кабели или ghosting (размиване на цветовете). Размиването на цветовете се случва, когато несъответствия в импеданса предизвикват отразени сигнали. При дълги кабели, ghosting може да се дължи и на други причини, свързани с оборудването, а не на самите кабели.
Някои висококачествени монитори и видео карти имат отделни конектори BNC за RGBHV сигнал, които осигуряват най-високо качество на връзката чрез пет 75 ohm коаксиални кабели. В продължение на 15-щифтов конектор, червения, зеления и синия сигнал (щифтове 1, 2, 3) не могат да се обособяват един от друг, затова прослушването може да бъде в рамките на 15 щифтов кабел. BNC предотвратява смущения, като запазва пълна коаксиална защита, чрез кръгли съединителни конектори, но те са много големи и обемисти. За да натиснете и завъртите щепсела за изключване се изисква да се отвори пространството около всяко гнездо, за да позволи на захващане за всяка BNC конектор черупка. Допълнителни сигнали, като DDC обикновено не се поддържат с BNC.

## Адаптери
Има конектори от DVI към VGA адаптери и кабели. Те не носят аудио канали, като по този начин трябва да се използват отделен път за аудиото, ако това е необходимо.
За да свържете VGA с интерфейсите с различни сигнали могат да се използват обратни конвертори. Повечето от тях се нуждаят от външен източник на захранване и по този начин сигнала се пренася със загуби.
VGA към СКАРТ конвертор, който минава през цветова информация може да се осъществи, защото – VGA SCART с RGB сигналите са електрически съвместими с изключение на синхронизацията им. Съвременните графични адаптери имат възможност да променят сигналите в софтуера в широк спектър, включително актуализации, синхронизация на дължината, полярност и броят на празните редове. Конкретните проблеми включват дали преплитането се поддържа или не, така както и дали се задава резолюцияю до 720×576 в PAL страните. При тези строго определени условия, един прост цикъл за комбиниране на VGA разделя синхронизацията на сигналите в SCART, и това може да навреди на синохронизацията в композицията.